# Gautszesen
Gautszesen (g3w.t-sššn.w; „lótuszcsokor”) ókori egyiptomi papnő, Montu énekesnője volt a XXI. dinasztia idején.
Apja Menheperré, Ámon főpapja volt, anyja Iszetemheb, I. Paszebahaenniut fáraó leánya. Két fivére, II. Pinedzsem és II. Neszubanebdzsed is főpapok lettek. Férje Tjanefer, Ámon negyedik, majd harmadik prófétája. Két fiuk ismert, Pinedzsem, aki szintén Ámon negyedik prófétája lett, és Menheperré, aki Ámon harmadik prófétájaként szolgált.
Báb el-Gaszuszban temették el, ahol családját is. Koporsója és papirusza ma a kairói Egyiptomi Múzeumban van. Utóbbi a Halottak Könyve egy gyönyörű, illusztrált példánya; megfigyelhető benne a korábbi és későbbi temetkezési szövegek a XXI. dinasztia idején lezajló egyfajta összeolvadása, melynek során a napistenhit és az Ozirisz-kultusz egyre inkább egyesülnek (egy példa erre, hogy három, a XVIII. dinasztiabeli Halottak könyve-példányokban Ré nevét említő varázsigében itt már Ozirisz szerepel, egy másik, eredetileg oziriszi himnuszt szoláris elemekkel gazdagítottak).